# Hundsdorf, Šentpavel v Labotski dolini
Hundsdorf je naselje v Občini Šentpavel v Labotski dolini v Okraju Volšperk na Koroškem v Avstriji.